# دهستان کیهلکونا
دهستان کیهلکونا (به لاتین: Kihelkonna Parish) یک دهستان در استونی است که در شهرستان ساره واقع شده‌است.

## خصوصیات
دهستان کیهلکونا ۲۴۵٫۹۴ کیلومترمربع مساحت و ۸۹۱ نفر جمعیت دارد.